# Foto dal futuro
Foto dal futuro (Say Cheese and Die!) è il quarto libro della saga Piccoli brividi scritta da R. L. Stine. Il romanzo ha avuto un seguito appartenente alla stessa collana, Foto dal futuro n.2.

## Trama
Greg Banks e i suoi migliori amici Shari Walker, Michael Warner e Doug Arthur (detto "Aquila") vivono nella cittadina di Pitts Landing e si stanno annoiando a morte. Decidono così, per ammazzare la noia, di visitare una casa abbandonata nota come Villa Coffman, dove spesso vi alloggia Tarantola, un misterioso e inquietante vagabondo del cui passato nessuno sa alcunché. Nello scantinato della villa, Greg troverà per puro caso, in uno scomparto segreto, una vecchia macchina fotografica a sviluppo istantaneo, e quando scatterà una foto al suo amico Michael questi improvvisamente cadrà dagli scalini in legno. Subito dopo, una volta fuori dall'abitazione, Greg e gli altri notano che la fotografia ha immortalato il momento in cui Michael è caduto, il che è impossibile dato che Greg aveva fotografato il suo amico mentre era in posa prima che cadesse. Da lì in avanti, inizieranno una serie di eventi inquietanti che avranno a che fare con la bizzarra macchina fotografica. Per esempio, quando Greg fotografa la nuova e fiammante Station Wagon di suo padre e la fotografia la ritrae ridotta ad un ammasso di lamiere, oppure quando lo stesso Greg, assieme a Shari, fotografa il suo amico Aquila durante una partita di baseball, con la fotografia che lo ritrae stramazzato a terra, svenuto. Il giorno successivo, poi, durante la festa di compleanno di Shari, Greg le scatta una foto (spinto soprattutto dall'insistenza dell'amica) e nota con orrore che, nella fotografia, lei è scomparsa. In quel preciso momento, a peggiorare le cose, giunge anche suo fratello, Terry Banks, che lo informa che il loro padre ha subito un incidente d'auto ed è stato ricoverato in ospedale, mentre, incredibilmente, Shari sparisce misteriosamente.
A quel punto Greg, in preda alla rabbia, strappa le fotografie di Shari e della Station Wagon e, incredibilmente, la sua amica riappare come dal nulla. Greg e Shari, dunque, decidono di riportare la macchina fotografia a Villa Coffman, dato che il protagonista è convinto che Tarantola c'entri qualcosa, poiché giurerebbe alla sua amica di averlo visto rovistare nella sua stanza, mettendola a soqquadro, alla ricerca dell'artefatto. Dopo aver superato i due bulli Joey Ferris e Mickey Ward, Greg e Shari arrivano a Villa Coffman, ma dopo aver riposto la macchina fotografica nello scomparto, Tarantola gli si para davanti, raccontando loro la verità: il suo vero nome è Fritz Fredericks ed era un importante scienziato che, geloso del progetto del suo collega e spinto dalla brama di ottenere successo e fama, decise di rubargli la macchina fotografica, rendendosi presto conto che essa era in grado di predire il futuro portando sventura (essendo stata colpita dalla magia nera dal suo creatore) e giurando a sé stesso che avrebbe dedicato la sua intera vita a evitare che qualcuno entrasse in possesso di quel terribile artefatto. Quando poi Greg e Shari cercano di fuggire, il dottor Fredericks cerca di fermarli, onde evitare che essi potessero dire in giro la verità sulla macchina fotografica, ma la ragazza gli ruba la macchina, scattandogli una foto. Il dottor Fredericks, a quel punto, muore d'infarto per la paura e i due ragazzi fuggono via dopo aver riposto la macchina fotografica nello scomparto segreto. Poco dopo, dietro ad un gruppo di cespugli, appaiono Joey e Mickey che, avendo assistito a tutta la scena, prendono la macchina fotografica: a quel punto, Joey scatta una foto a Mickey, e i due attendono lo sviluppo della fotografia.

## Personaggi
- Greg Banks: il protagonista della storia.
- Shari Walker: la migliore amica di Greg, una ragazza solare ma decisa.
- Michael Warner: uno dei migliori amici di Greg.
- Doug Arthur ("Aquila"): uno dei migliori amici di Greg, è un ragazzo esuberante e allegro che somiglia molto ad un uccello, da qui il soprannome "Aquila".
- Tarantola (alias Dr. Fritz Fredericks): uno strano e inquietante vagabondo che alloggia nei pressi di Villa Coffman. Egli, in realtà, era uno scienziato che, anni addietro, rubò una macchina fotografica che predice il futuro e, ridotto in miseria, è stato costretto a vivere come un vagabondo.
- Terry Banks: il fratello maggiore di Greg. Ha un lavoro part-time in una gelateria chiamata GELATO EXPRESS.
- Joey Ferris: un bulletto che tormenta spesso i ragazzini di Pitts Landing.
- Mickey Ward: un bulletto che tormenta spesso i ragazzini di Pitts Landing.
- Mr. Banks: il padre di Greg e Terry. Nella storia viene coinvolto in un tremendo incidente stradale senza però subire danni gravissimi.
- Ms. Banks: la madre di Greg e Terry.

## Copertina
La copertina del libro, realizzata da Tim Jacobus, rappresenta una fotografia che immortala una famiglia di quattro persone durante un barbecue, se non fosse che essi non sono in carne e ossa ma scheletri. Questo si riferisce ad un sogno fatto da Greg sia nel romanzo che nell'episodio televisivo, con la differenza che come scheletri appaiono solamente suo padre, sua madre e suo fratello Terry, mentre nella copertina è presente anche una quarta ragazza (presumibilmente Shari Walker). Come rivelato dallo stesso Stine, tale scena era inizialmente assente ma, dopo aver visto la copertina di Jacobus, l'autore ne rimase talmente colpito che inserì tale scena (sotto forma di incubo di Greg) durante la scrittura del romanzo.

## Episodio TV
Di questo libro è stata realizzata una trasposizione televisiva che, tuttavia, presenta delle differenze rispetto alla sua versione cartacea:
- Il personaggio di Michael Warner è assente.
- Nell'episodio televisivo i ragazzi trovano la macchina fotografica in una fabbrica abbandonata, nel libro invece in una vecchia villa abbandonata.
- Il Dr. Fredericks è chiamato "Spidey" sia nella versione originale che in quella italiana, mentre in quest'ultima (nel libro) è soprannominato "Tarantola". Nell'episodio televisivo, comunque, non viene mai rivelato il suo vero nome, e non viene accennato nulla riguardo al suo passato da scienziato.
- Nell'episodio televisivo la macchina fotografica è stata creata da Spidey, mentre nel libro no, dato che lui stesso l'ha rubata allo scienziato che l'aveva creata.
- Nell'episodio televisivo la macchina fotografica è rappresentata come un bizzarro artefatto color argento metallizzato con diverse luci intermittenti rosse e verdi e dalla forma strana. Nel libro, invece, appare come una comune macchina fotografica senza che, tuttavia, ci sia lo scompartimento per il rullino (come anche nell'episodio televisivo).
- Nell'episodio televisivo è assente la scena in cui Greg scatta la foto a Doug nel campo da baseball.
- Nell'episodio televisivo è Doug a cadere dalla scala di legno, mentre nel libro è Michael.
- Nell'episodio televisivo Greg viene interrogato in maniera molto insistente da due agenti di polizia circa la scomparsa di Shari, mentre nel libro viene interrogato in maniera tutto sommato tranquilla da un agente di polizia poco dopo la festa di Shari.
- Nell'episodio televisivo Spidey scompare dopo che Shari gli ha scattato una foto, riapparendo poco dopo alle spalle di Joey e Mickey (che avevano trovato la macchina fotografica). Nel libro, invece, muore d'infarto per la paura dopo che Shari gli ha scattato una foto.

Greg Banks è interpretato, nell'episodio televisivo, da un Ryan Gosling agli albori della sua carriera. Egli, infatti, aveva recitato anche nelle serie Hai paura del buio? e Young Hercules.

## Edizioni
- R. L. Stine, Foto dal futuro, traduzione di Chiara Belliti, collana Piccoli brividi, Arnoldo Mondadori Editore, 1994,  p. 175, ISBN 88-04-38782-3.